# Bernard Beaufrère
Bernard Beaufrère (né le 23 octobre 1936 à Distré et mort le 16 juin 2009 dans le 13e arrondissement de Paris) est un coureur cycliste français. Professionnel de 1962 à 1964, il a remporté une étape du Tour de Romandie.

## Palmarès
- 1960
  - Circuit des Deux Provinces
  - 6eb étape de la Route de France
  - Grand Prix de l'Équipe et du CV 19e
- 1961
  - Tour de l'Indre
  - 1re étape du Tour du Berry
  - Grand Prix des Foires d'Orval
- 1963
  - 1re étape du Tour de Romandie
- 1965
  - 2e du Critérium de La Machine
- 1967
  - Circuit des Deux Ponts